# Marathon (datorspel)
Marathon är ett science fiction first-person shooter-datorspel som släpptes av Bungie Software för Apple Macintosh år 1994. Det är det första spelet i en trilogi och kom att följas av Marathon 2: Durandal och Marathon Infinity.

## Handling
Marathon utspelar sig år 2794 ombord på kolonialrymdskeppet UESC Marathon som konstruerats ur Mars ena måne Deimos. Skeppet är byggt som ett generationsskepp: delar av besättningen ligger i dvala medan resten bor och lever sina liv ombord på skeppet där de ansvarar för drift och underhåll. De individer som fötts ombord kallas för BOB, en förkortning för born on board. För driften ansvarar också skeppets tre artificiella intelligenser Leela, Durandal och Tycho. Relationen mellan dessa tre och deras historia spelar en viktig roll i handlingen.
Efter en resa på 301 år anländer Marathon till sin slutdestination Tau Ceti IV där en koloni etableras. Bland invånarna finns även nio cyborger av typen Mjolnir Mk-9 som skickats med i hemlighet och som har legat i dvala under resans gång. En tionde finns kvar ombord på rymdskeppet.
Då spelet tar sin början har koloni och rymdskepp just anfallits av en fientlig ras av utomjordingar kallade "pfhor". Leela tar snabbt kommandot och guidar spelaren via datorterminaler i hans försök att hejda invasionen. Snart blir dock spelaren kidnappad av Durandal som uppvisar tydliga tecken på galenskap. När Leela så småningom dukar under på grund av attacken så tar Durandal över kommandot.
Spelet består av 27 banor uppdelade i sex kapitel:
- Arrival – Spelaren leds genom Marathons korridorer av AI:n Leela medan hon gör sitt bästa för att få grepp om situationen.
- Counterattack – Marathons försvarsrobotar vaknar till liv och går till motangrepp mot pfhoren. Samtidigt har Leela lyckats samla in den första informationen om pfhoren och två av de andra raser de lyckats förslava, drinniol och s'pht. Durandal börjar bli mer och mer av ett problem; utan förvarning kidnappas spelaren och sänds till en annan del av skeppet. Enda förklaring är att det är ett spel – vinn och man får leva!
- Reprisal – Spelaren skickas av Leela att rädda civila och att försvara skeppets maskinavdelning.
- Durandal – Leela dukar till slut under på grund av datorvirus och andra attacker mot skeppets datorsystem. Durandal övertar kommandot över spelaren men föredrar att dela med sig av sitt filosoferande snarare än sina planer.
- The Pfhor – Durandal skickar spelaren att undersöka ett pfhor-skepp. Samtidigt för han en dialog med en av pfhorens förslavade raser och kommer fram till att de kontrolleras av en cybernetisk varelse ombord på pfhor-skeppet.
- Rebellion – Fria ur sitt slaveri allierar sig Durandal med s'phtarna och tillsammans tar de över pfhor-skeppet. Kontrollen över Marathon återlämnas till en delvis återställd Leela.

## Spelupplevelse
Hela spelet ses genom ögonen på huvudpersonen. Handlingen är uppdelad i sex kapitel och majoriteten av spelets banor utspelar sig ombord på rymdskeppet UESC Marathon. 
Hinder på vägen inkluderar "pressar" som krossar spelaren, hål fulla av giftig eller brännhet sörja, låsta dörrar samt olika typer av pussel.
Det finns sju olika vapen tillgängliga för spelaren: knytnävar, pistoler, automatkarbin med inbyggd granatkastare, fusionspistol, raketgevär, eldkastare samt ett oidentifierat pfhor-vapen.
Monster kan vara vänliga, fientliga eller likgiltiga till varandra och de kan vara immuna eller extra känsliga för vissa typer av vapen. Svårighetsgraden styr antalet fiender, deras placering och styrka.

## Spelmotor
År 1999, strax innan Bungie blev uppköpta av Microsoft, släppte de källkoden till Marathon 2: Durandal. Opensource-projektet döptes till Aleph One. Under 2002 färdigställdes M1A1, ett projekt för att modifiera ("porta") Marathon till den nya motorn. År 2004 släppte Bungie hela trilogin som freeware, vilket gör den möjlig att ladda ner gratis från nätet.